# Tempelblok
Een tempelblok (vaak ook met de Engelse naam temple block aangeduid) is een slagwerkinstrument dat bestaat uit een hol houten of kunststof blok met een spleet. Vaak worden vijf blokken gebruikt die gezamenlijk op een statief staan en ieder een andere toonhoogte hebben als ze worden aangeslagen. Het geluid van het tempelblok is een vrij droge 'tok', vergelijkbaar met het geluid van het woodblock.
Tempelblokken komen oorspronkelijk uit China, Korea en Japan, waar ze (in de tempel) gebruikt werden voor religieuze doeleinden.